# Бенгела (город)
Бенге́ла (полное название Сау-Фели́пе-де-Бенге́ла (порт. São Felipe de Benguela)) — город в Анголе, административный центр провинции Бенгела.
Согласно демографическим прогнозам на 2018 год, подготовленным Национальным институтом статистики, его население составляет 623 777 жителей, а площадь города составляет 2100 км², что делает его самым густонаселенным муниципалитетом в провинции и десятым по численности населения в стране.

## История

### Португальское правление
До прибытия белых территорию сегодняшней провинции Бенгела занимал племенной союз овимбунду, находившийся на стадии разложения родовых отношений и формирования феодализма.
В 1483 году берег был обследован экспедицией португальского мореплавателя Диогу Кана. Португальское правительство неоднократно предпринимало попытки закрепиться в этом районе, но отношения с местными правителями оставались сложными, периоды оживлённой торговли чередовались с враждебностью и вооружёнными столкновениями. Основанное в 1574 году на месте сегодняшнего Порту-Амбоин поселение (тоже называвшееся Бенгела) было атаковано и полностью разрушено туземцами в 1587.
В 1615 году декретом короля Филиппа II из состава Капитании Ангола была выделена Капитания Бенгела, административный центр которой, лежавший на тот момент в руинах, ещё предстояло воссоздать. Мануэл Перейра, 8-й губернатор Анголы, принял решение не восстанавливать старое поселение, а основать новое в трёхстах пятидесяти километрах к югу от него. 11 апреля 1617 года корабль с губернатором и 130 поселенцами вышел из Луанды, а 17 мая была основана столица капитании, получившая прежнее имя Бенгела.
Несмотря на отсутствие удобной гавани (кораблям приходилось бросать якорь в полутора километрах от берега, на глубине 7-11 метров, откуда грузы доставлялись на сушу/с суши лодками), город в течение длительного времени представлял собой важный торговый пункт, связанный с глубинными районами Центральной Африки, особенно по торговле рабами, отправляемыми отсюда в Бразилию и на Кубу. От той эпохи здесь сохранились церкви Сан-Фелипе и Сан-Антониу, а также госпиталь и крепость Сау-Фелипе-де-Бенгела.
Постройка крепости не уберегла город от захвата голландцами в 1641 году. Вплоть до 1648 года Бенгела оставалась под контролем Голландской Вест-Индской компании, пока в ходе Ангольской реконкисты не была отвоёвана обратно.
Основанный в 1843 году новый порт Лобиту (в пятидесяти километрах к северу) с его удобной естественной гаванью перетянул на себя значительную часть грузопотока, вызвав тем самым стагнацию в экономике Бенгелы, затянувшуюся до начала XX века. Дополнительный удар по торговле нанесла повсеместная отмена рабства. Новый прилив экономической активности и бурное развитие города начались с запуском в 1905 году Бенгельской железной дороги, соединившей португальские порты на побережье с богатейшими месторождениями Меденосного пояса Центральной Африки.
За успехи в благоустройстве города и развитии экономики муниципальный совет Бенгелы в 1967 году был награждён португальским Орденом Империи.

### Независимость
Война за независимость Анголы не оказала существенного влияния на процветание Бенгелы — португальская администрация довольно успешно справлялась с вылазками поддерживаемых СССР и КНР боевиков[стиль]. Куда более катастрофичной стала последовавшая вслед за получением независимости (1975) гражданская война, приведшая экономику и инфраструктуру в полный упадок. В 1983 году население Бенгелы составляло 155 000 человек. Во время гражданской войны город Бенгела увеличивал свое население за счет беженцев из разорённой бандами сельской местности. Железная дорога, после бегства либо гибели белых специалистов, фактически прекратила функционировать в начале 1980-х.

### Современность
С окончанием гражданской войны в 2002 году город и окрестности постепенно начали восстанавливаться. В 2014-м году на китайский кредит и силами китайских специалистов была восстановлена железная дорога. В наши дни[когда?] Бенгела быстро развивается, фактически слившись со своим северным соседом Лобиту в единый город с населением свыше миллиона человек. Исторические колониальные кварталы, новый деловой центр и основные узлы инфраструктуры содержатся в хорошем (по африканским меркам) состоянии, но большая часть горожан живут в трущобах с ограниченным доступом к воде, канализации, электричеству и вывозу мусора.

## География и климат
Город Бенгела находится на западе Анголы, на побережье Атлантического океана, в 430 км южнее столицы страны Луанды и в 55 км южнее порта Лобиту, являющегося также и грузовым портом Бенгелы.
Бенгела дала название Бенгельскому течению у юго-западных берегов Африки.

## Экономика
Бенгела была одним из центров торговли Португалии с внутренними африканскими странами. Город остается важным торговым связующим звеном между западной и восточной Анголой. Кофе, кукуруза, сизаль, сахарный тростник и табак выращивают во внутренних регионах Анголы и широко продаются в Бенгеле. Местные отрасли промышленности включают переработку рыбы и измельчение сахарного тростника. В городе также производится керамика, мыло и инструменты.
Внешняя торговля осуществляется через порт Лобиту, который расположен в 29 км к северу от Бенгелы. Лобиту, когда-то самый загруженный порт Анголы, сильно пострадал во время гражданской войны в Анголе. С тех пор порт возродился и поддерживает торговлю в регионе Бенгела.

## Транспорт
Бенгела связана с национальной территорией многими видами транспорта, наиболее традиционным из которых является автомобильный. Наиболее важными магистральными дорогами являются EN-100, который соединяет её с Лубанго и Мосамедиш, а также; EN-105, который соединяет его с Лубанго и Уамбо.
От Лобиту и Бенгелы на восток, вглубь африканского континента, через ДР Конго, Замбию, Зимбабве, к побережью Индийского океана, к мозамбикскому порту Бейра уходит трансафриканская Бенгельская железная дорога, соединяющая два океана. Бенгела — не только крупный железнодорожный узел: здесь есть также аэропорт и морской порт (не грузовой).